# M7 (Ierland)
De M7 (Engels: M7 Motorway/ Iers: Mótarbhealach M7) is een autosnelweg in Ierland met een lengte van 166 kilometer. De weg loopt van van Dublin naar Limerick en is een belangrijke oost-westroute. Het is een onderdeel van de nationale primaire weg N7. Het eerste deel van de M7 was de bypass van Naas (de eerste snelweg van Ierland) die werd aangelegd in 1983. Verdere delen werden geopend (Newbridge), 1997 (Portlaoise) en Kildare (2003), Monasterevin (2004). In 2010 werd het laatste deel van de M7 aangelegd. 